# Insurrezione della Marina cilena
L'insurrezione della Marina cilena fu una rivolta con protagonisti i marinai delle Squadre navali di Coquimbo e Talcahuano dell'Armada de Chile tra il 31 agosto e il 7 settembre 1931.

## Storia
Il movimento nacque come un forte segno di protesta contro i tagli salariali, che erano state decretate dal governo del vicepresidente Manuel Trucco, tra crisi economica e politica che stava attraversando il Cile per la Grande depressione. Furono accusati come responsabili, in alternativa, comunisti e socialisti da un lato e sostenitori del deposto leader nazionalista Carlos Ibáñez del Campo dall'altro.
La nave ammiraglia della flotta ammutinata era la corazzata Almirante Latorre; la flotta era composta da 14 navi tra cui l'incrociatore corazzato O'Higgins per un totale di 53 005 tonnellate e circa 2 750 membri di equipaggio. La rivolta si propagò alla "Squadra del Sud" di stanza a Talcahuano, composta da nove navi tra cui l'incrociatore protetto Blanco Encalada e sei sottomarini, per un totale di 36 040 tonnellate con circa 1 700 marinai.
Dopo il sequestro di navi e basi, gli equipaggi presentarono una petizione alle autorità, e il governo avviò un negoziato per diversi giorni. Fu lo stesso presidente Juan Esteban Montero, a supervisionare la gestione governativa della crisi.
Nel corso dei negoziati i ribelli aggiunsero richieste sempre più generali, relative alla crisi del Paese. Già il 4 settembre, dopo l'ultimatum del governo alla vigilia di attacco, i ribelli avevano apertamente espresso la speranza che il movimento acquisisse caratteristiche di rivoluzione sociale.
A partire dal 5 settembre marinai cominciarono a essere attaccati da forze governative dell'Ejército de Chile, cui risposero con una breve resistenza armata. Dopo aver subito attacchi a Coquimbo e Talcahuano e anche un bombardamento della Fuerza Aérea de Chile il 6 settembre, gli equipaggi capitolarono.
La corte marziale inflisse sei condanne a morte, 120 in carcere ed espulsi dalla Marina più di 800 persone tra marinai e lavoratori dei cantieri.